# Hate Them
Hate Them deveti je studijski album norveškog black metal-sastava Darkthrone. Album je 17. ožujka 2003. godine objavila diskografska kuća Moonfog Productions.

## O albumu
Poput sljedećeg albuma sastava, Sardonic Wrath, album sadrži elektronički intro i outro koje je izradio Lars Sørensen (iliti LRZ) iz grupe Red Harvest. Naslovnicu albuma izradio je Eric Syre iz skupine Thesyre te je u sam album uvršteno nekoliko slika katoličke crkve Sagrada Família u Barceloni. Album je 2012. godine ponovno objavila diskografska kuća Peaceville Records uz dodatni bonus CD s auditivnim komentarima članova Darkthronea.

## Popis pjesama
Tekstovi: Fenriz. 
| 1.    | »Rust«                             | Nocturno Culto | 6:45 |
| 2.    | »Det svartner nå« (Sad se mrači)   | Fenriz         | 5:37 |
| 3.    | »Fucked Up and Ready to Die«       | Nocturno Culto | 3:44 |
| 4.    | »Ytterst i livet« (Na rubu života) | Nocturno Culto | 5:25 |
| 5.    | »Divided We Stand«                 | Fenriz         | 5:18 |
| 6.    | »Striving for a Piece of Lucifer«  | Nocturno Culto | 5:31 |
| 7.    | »In Honour of Thy Name«            | Fenriz         | 6:27 |
| 38:47 |                                    |                |      |

## Zasluge
| Darkthrone - Nocturno Culto – vokali, gitara, bas-gitara - Fenriz – bubnjevi Dodatni glazbenici - Lars Sørensen (LRZ) – elektronički zvukovi | Ostalo osoblje - Lars Klokkerhaug – inženjer zvuka - Tom Kvålsvoll – mastering |